# Супернатуральные числа
Супернатуральные числа (иногда также именуемые обобщёнными натуральными числами или числами Штайница) являются обобщением натуральных чисел.
Супернатуральное число {\displaystyle \omega } является формальным произведением:
{\displaystyle \omega =\prod _{p}p^{n_{p}},}
где {\displaystyle p} может быть любым простым числом, а каждое {\displaystyle n_{p}} является или натуральным числом, или бесконечностью. Иногда пишут {\displaystyle v_{p}(\omega )} для обозначения {\displaystyle n_{p}}. Если не выполняется условие {\displaystyle n_{p}=\infty } и имеется только конечное число ненулевых {\displaystyle n_{p}}, получаем стандартный натуральный ряд. Супернатуральные числа позволяют расширить ряд натуральных чисел, используя возможность бесконечного числа простых факторов, и позволяют любому данному простому числу делить число {\displaystyle \omega } «бесконечнократно», приравнивая показатель экспоненты к бесконечности.
Не существует естественного способа определить сложение на множестве супернатуральных чисел, но их можно перемножать: {\displaystyle \prod _{p}p^{n_{p}}\cdot \prod _{p}p^{m_{p}}=\prod _{p}p^{n_{p}+m_{p}}}. Аналогичным образом на них распространяется понятие делимости {\displaystyle \omega _{1}\mid \omega _{2}} если {\displaystyle v_{p}(\omega _{1})\leq v_{p}(\omega _{2})} для всех {\displaystyle p}. Можно также ввести для супернатуральных чисел понятия наименьшего общего кратного и наибольшего общего делителя, определив
{\displaystyle \displaystyle \operatorname {lcm} (\{\omega _{i}\})\displaystyle =\prod _{p}p^{\sup(v_{p}(\omega _{i}))}}
{\displaystyle \displaystyle \operatorname {gcd} (\{\omega _{i}\})\displaystyle =\prod _{p}p^{\inf(v_{p}(\omega _{i}))}}
С помощью этих алгоритмов можно как получить наименьшее общее кратное и наибольший общий делитель для бесконечного количества натуральных чисел, так и провести аналогичную процедуру для супернатуральных чисел.
Обычные p-адические функции можно распространить на супернатуральные числа, определив {\displaystyle v_{p}(\omega )=n_{p}} для каждого {\displaystyle p}.
Супернатуральные числа используются для определения порядков и индексов проконечных групп; благодаря этому удалось обобщить на проконечные группы многие теоремы о конечных группах.